# 俺たちルーキーズ
「俺たちルーキーズ」（おれたちルーキーズ）は、日本のダンスロックバンド・DISH//の7作目のシングル。Sony Recordsから2015年11月4日に発売された。

## 概要
- 前作「イエ〜ィ!!☆夏休み」から約4か月振りのリリース。
- CDは初回生産限定盤A・B、通常盤の3形態で発売。
- 表題曲「俺たちルーキーズ」は、テレビ東京系『釣りバカ日誌〜新入社員 浜崎伝助〜』の主題歌[1]であり、氣志團の綾小路翔・西園寺瞳からの楽曲提供である。
- 初回生産限定盤Aの特典DVDには、「俺たちルーキーズ」のMV & メイキングを収録。
- 初回生産限定盤Bの特典DVDには、「九十九里町初代観光大使になっちゃった」「ドラマ主題歌決定！ドッキリ記者会見」を収録。

## 収録曲

### CD

#### 初回生産限定盤A
1. 俺たちルーキーズ
作詞：綾小路翔　作曲：西園寺瞳　編曲：梅原新
  - テレビ東京系『釣りバカ日誌〜新入社員 浜崎伝助〜』主題歌
2. Shall We Dance ????
作詞・作曲：DISH//　編曲：宮下浩司
3. クイズ！恋するキンコンカン！
作詞・作曲：小倉しんこう　編曲：小倉しんこう、梅原新
4. 俺たちルーキーズ 〜Instrumental〜

#### 初回生産限定盤B
1. 俺たちルーキーズ
2. Shall We Dance ????
3. THE PHANTOM
作詞・作曲：CHI-MEY　編曲：大久保友裕
4. 俺たちルーキーズ 〜Instrumental〜

#### 通常盤
1. 俺たちルーキーズ
2. Shall We Dance ????
3. キット
作詞・作曲・編曲：田村歩美
4. 俺たちルーキーズ 〜Instrumental〜

### DVD

#### 初回生産限定盤A
1. 「俺たちルーキーズ」ミュージックビデオ スペシャルバージョン
2. 「俺たちルーキーズ」ミュージックビデオメイキング

#### 初回生産限定盤B
1. 「九十九里町初代観光大使になっちゃった」
2. 「ドラマ主題歌決定！ドッキリ記者会見」